# Référendum constitutionnel azerbaïdjanais de 2009
Le référendum azerbaïdjanais de 2009 est un référendum ayant eu lieu le 18 mars 2009 en Azerbaïdjan. Il comprend 29 mesures dont la suppression de la limite du nombre de mandat présidentiel ou une réduction de la liberté de la presse. La suppression de la limite du nombre de mandat présidentiel a été approuvé.  